# گرانژ، سوئیس
گرانژ (به فرانسوی: Granges) یک شهر و شهرداری است که در بخش وو وز کانتون فریبورگ در کشور سوئیس واقع شده است.
پیشینه شکل‌گیری گرانژ به قرون وسطی بازمی‌گردد. نام این شهر برای نخستین بار در اسناد ثبت شده در سال ۱۱۳۴ ذکر شده است.
موقعیت جغرافیایی گرانژ در جنوب غربی کانتون فریبورگ در غرب کشور سوئیس قرار دارد. دریاچه ژنو در نزدیکی این شهر واقع شده است. جمعیت گرانژ در پایان سال ۲۰۱۸ بالغ بر ۸۸۰ نفر بوده است.